# Соймоновы
Соймоновы (Соймановы) — древний русский дворянский род, который восходит к середине XVI века.
При подаче документов (1686) для внесения рода в Бархатную книгу, была предоставлена родословная роспись Соймановых, ввозная грамота Беклемишу, Молчану, Михаилу и Истоме Юрьевичам Соймановым с племянниками на село Васильевское с деревнями и починками в волости Темна Серпуховского уезда (1562), а также ввозная грамота Ивану Степановичу и Якову Ивановичу Соймановым на сельцо Родионовское в Окологородном стане Серпуховского уезда (1586).
Род внесён в VI, II и III части родословных книг Владимирской, Казанской, Московской, Орловской, Симбирской и Тамбовской губерний.

## История рода
Родоначальник Иван Осипович Соймонов. Его внук Беклемиш Юрьевич и правнуки Иван и Илларион Степановичи жалованы поместьями (1563 и 1586). Афанасий Андреевич, воевода (1663), женат на Анне Семёновне Головкиной, двоюродной сестре царицы Натальи Кирилловны. Пётр Александрович — статс-секретарь императрицы Екатерины II († 1799). Михаил Фёдорович — кавалер ордена Святого Андрея († 1804).

## Описание герба
В Гербовнике Анисима Титовича Князева 1785 года имеется изображение двух печатей с гербами представителей рода Соймоновых:
1. Герб Михаила Фёдоровича Соймонова (1730—1804), действительного тайного советника, кавалера ордена Святого Андрея, женатого на Екатерине Алексеевне Исленьевой: в синем поле щита, имеющего круглую форму, изображён скачущий вправо золотой Пегас. Щит увенчан дворянской короной. Щитодержатель: с правой стороны — Пегас. С левой стороны щита изображение солнца с лучами. Вокруг щита орденская лента с лапчатым крестом под щитом.
2. Герб Николая Александровича Соймонова, полковника, статского советника, женатого на Сусанне Даниловне Земской: в синем поле щита, скачущий вправо золотой Пегас, над головой которого золотая шестиконечная звезда. Щит увенчан коронованным дворянским шлемом, обращённым в правую сторону. Щитодержатель: с правой стороны — Пегас. С левой стороны щита военная арматура в виде двух знамён, сабли и секиры. Намёт отсутствует[8].

## Известные представители
- Соймоновы: Тимофей Безсонов, Фёдор Петрович, Прохор, Клементий и Андрей Ивановичи, Никифор Иевлевич — серпуховские городовые дворяне (1627-1629).
- Соймонов Дмитрий Харламов — воевода в Серпухове, Цывильске, Керенске (1662-1671), московский дворянин (1667-1677).
- Соймонов Афанасий Борисович — московский дворянин (1671-1677), стольник (1692).
- Соймонов, Афанасий Андреевич (?—1698) — московский дворянин (1677), стольник (1680-1692), воевода в Серпухове (1663) и Цивильске (1673).
- Соймонов Евстифей Петрович — служил в рейтарских войсках, воевода в Цывильске.
- Соймонов Василий Иванович — стольник (1687), комнатный стольник царя Петра Алексеевича (1689-1692).
- Соймоновы: Иван меньшой и Борис Афанасьевичи — стольники царицы Евдокии Фёдоровны (1692).
- Соймонов Иван Афанасьевич большой — стольник (1686-1692)[9][10].
- Соймонов, Владимир Юрьевич (1772—1825) — сенатор, тайный советник, специалист по горному делу.
- Соймонов, Фёдор Иванович (гидрограф) (1692—1780) — внук Афанасия Андреевича, знаменитый учёный и государственный деятель.
- Соймонов, Фёдор Иванович (генерал) (1800—1854) — участник Крымской войны
- Соймонов, Михаил Фёдорович (?—1804) — сенатор.
- Соймонов, Пётр Александрович (1737—1800) — статс-секретарь императрицы Екатерины II. Его дочерью была известная Свечина, Софья Петровна.
- Соймонов, Леонтий Яковлевич ( — после 1742) — генерал — лейтенант, участник Северной войны (1700—1721), Персидского похода (1722—1723), астраханский губернатор.